# زندگی عاشقانه (فیلم ۱۹۹۷)
زندگی عاشقانه (به انگلیسی: Lovelife) فیلمی محصول سال ۱۹۹۷ و به کارگردانی جان هارمون فلدمن است. در این فیلم بازیگرانی همچون سافرون باروز، شریلین فن، کارلا گوجینو، مت لتچر، جاون تنی و بروس دیویسن ایفای نقش کرده‌اند.